# بی ویلج (بوستون)
بی ویلج (به انگلیسی: Bay Village) یک منطقهٔ مسکونی در ایالات متحده آمریکا است که در بوستون واقع شده‌است. بی ویلج ۱٬۳۱۲ نفر جمعیت دارد.